# Шеин, Евгений Викторович
Евгений Викторович Шеин (родился 16 февраля 1950, Москва) — российский почвовед, заведующий кафедрой физики и мелиорации почв факультета почвоведения МГУ.

## Научная карьера
Окончил биолого-почвенный факультет МГУ в 1972, в 1975 защитил кандидатскую диссертацию «Влияние гидрофизических свойств почвы и некоторых биологических особенностей растений на доступность почвенной влаги», в 1991 — докторскую «Эколого-агрофизические принципы изучения свойств и режимов почв (на примере почв степной и полупустынной зон)». С 1992 профессор кафедры физики и мелиорации почв факультета почвоведения МГУ, с 1998 — заведующий кафедрой.
Заслуженный профессор МГУ (2009).

## Преподавательская деятельность
Автор курсов «Физика почв», «Математическое моделирование в почвоведении», «Агрофизика», «Закономерности массопереноса в почвах», «Анализ данных». В 1977—1979 преподавал почвоведение в Высшей педагогической школе республики Мали.
Научный руководитель 14-ти кандидатских диссертаций, консультант 3-х докторских.

## Вклад в почвоведение
Является одним из основателей эколого-агрофизического направления в физике почв.
Е. В. Шеиным были предложены математические модели ряда почвенных процессов, таких как водопотребление растений, передвижение пузырьков парниковых газов в болотных почвах, движение влаги, веществ и микроорганизмов (в том числе при различных способах полива), связанных со спецификой структуры порового пространства почв. Совместно с Е. Ю. Милановским им разрабатываются новые модели формирования почвенной структуры, основанные на свойствах органического вещества почвы.
Руководил экспедициями кафедры в Узбекской и Молдавской ССР, Одесской области, Крыму, Оренбургской и Томской областях; в настоящее время проводит экспедиционные работы во Владимирском ополье, Оренбургской, Московской и Астраханской областях.

## Научные работы
Имеет около 200 научных публикаций, в том числе является соавтором монографий:
- Современные физические и химические методы исследования почв, 1988
- Структурно-функциональная роль почвы в биосфере, 1999

## Награды
- Почётная грамота Президента Российской Федерации (5 января 2025 года) — за заслуги в подготовке высококвалифицированных специалистов, научно-педагогической деятельности и многолетнюю добросовестную работу[1]